# Dow Jones

Storico logaritmico grafico del DJIA dal 1896 al 2018

Il Dow Jones Industrial Average, o anche solo Dow Jones è il più noto indice azionario della borsa di New York (il NYSE, New York Stock Exchange), creato da Charles Dow, padre dell'analisi tecnica e fondatore del The Wall Street Journal, e da Edward Jones, statistico finanziario americano.

## Descrizione
L'indice è calcolato, a differenza di altri indici che tengono conto della capitalizzazione (e quindi del peso relativo delle varie società), soppesando il prezzo dei principali 30 titoli di Wall Street. La scelta di limitarne la composizione a solo 30 blue chip ha fatto sì che nel corso del tempo l'indice abbia perso molta della sua importanza, perché non è più in grado di riflettere l'intero andamento del listino azionario americano. Il future sul Dow Jones consente di seguire l'andamento dell'Indice; a differenza della maggior parte dei financial future, viene contrattato al CBOT (Chicago Board of Trade).

## Evoluzione
Nel luglio 2019 l'indice ha aggiornato nuovi massimi, superando per la prima volta nella storia quota 27.000, spinto dalla crescita dell'economia americana e dalla politica monetaria accomodante condotta della Federal Reserve.
Il 21 gennaio 2020 Dow Jones raggiunge per la prima volta nella storia quota 29.000 con i guadagni nei settori tech e healthtech.
Il 27 febbraio 2020 Il Dow Jones precipita di 1 190,95 punti, pari ad una perdita del 4,4% registrando il suo più grande tracollo in un solo giorno nella storia.
Il 24 novembre 2020 Dow Jones raggiunge per la prima volta nella storia quota 30.000.
Il giorno 8 Novembre 2024 Intel, dopo 25 anni, lascia il posto a Nvidia venendo esclusa dall’indice. 

## Calcolo
Per calcolare il DJIA, viene divisa la somma di tutti i prezzi delle 30 azioni per un apposito divisore (divisore Dow). Il divisore è adeguato in modo tale da tener conto di cambi nella composizione delle azioni, aumenti di capitale, scissioni, fusioni, ecc. così da assicurare che tali eventi non alterino il valore dell'indice. All'inizio il divisore era semplicemente il numero delle società componenti, il valore attuale invece, a seguito di numerosi aggiustamenti, è addirittura inferiore a 1 (il che significa che il valore dell'indice è attualmente maggiore della somma dei componenti).
Calcolo:
{\displaystyle {\text{DJIA}}={\sum p \over d}}
dove p sono i prezzi delle varie azioni componenti e d è il Divisore Dow.
In caso di cambiamenti nella composizione delle azioni e società componenti, per evitare la discontinuità dell'indice il divisore Dow è aggiornato cosicché il valore precedente e successivo rimanga lo stesso:
{\displaystyle {\text{DJIA}}={\sum p_{\text{vecchio}} \over d_{\text{vecchio}}}={\sum p_{\text{nuovo}} \over d_{\text{nuovo}}}}

## Aziende
Le aziende che compongono l'indice Dow Jones Industrial Average vengono cambiate al variare delle condizioni del mercato e su selezione degli editori di The Wall Street Journal. Quando vengono cambiate, il divisore usato per il calcolo dell'indice viene mutato così da non influenzare il valore dell'indice stesso.
Dal 1º luglio 2022 le aziende che compongono l'indice sono le seguenti:
- 3M
- American Express
- Apple
- AT&T
- Boeing
- Caterpillar
- Chevron
- Cisco
- Coca Cola
- Exxon Mobil
- General Electric
- Goldman Sachs
- Home Depot
- Nvidia
- IBM
- Johnson & Johnson
- JP Morgan
- McDonald's
- Merck & Co.
- Microsoft
- Nike
- Pfizer
- Procter & Gamble
- The Travelers Companies
- Disney
- United Technologies Corporation
- UnitedHealth Group
- Verizon
- Visa
- Walmart